# 小林文次
小林 文次（こばやし ぶんじ、1918年4月19日 - 1983年8月28日）は、日本の建築史家、工学博士。福島県伊達郡桑折町生まれ。兄に歴史学者・文学博士の角田文衞がいる。門下には望月照彦、近江榮、山本理顕、椎名英三などがいる。福島県のさざえ堂の実測調査を手がけた。

## 来歴
1941年、東京帝国大学工学部建築学科卒業。同大学院に進学するも1944年に退学。同年慶應義塾大学予科教授。大学院生時代は平等院の研究を手がける。1949年日本大学助教授、1952年フルブライト制度でアメリカ合衆国のオレゴン大学へ留学。現地ではアメリカ合衆国近代建築史を研究した。1960年「古代メソポタミヤ建築論」により、東京大学工学博士を取得。同年、『建築の誕生』により建築学会賞（論文賞）を受賞。1961年日本大学教授となる。
学外では、1949年日本建築学会理事、1950年イコモス（国際記念物遺跡会議）理事、1958年財団法人古代学協会理事などをつとめた。
1983年、直腸癌のため65歳で死去。従五位、勲四等旭日小綬章が追贈された。

## 著書
- 『アメリカ建築』彰国社、1958年
- 『建築の誕生　メソポタミヤにおける古拙建築の成立と展開』相模書房、1959年
- ニコラウス・ペヴズナー『ヨーロッパ建築序説』彰国社 1954年。新版1989年（共訳）
- ウィッチャーリー『ギリシャ都市はどうつくられたか』みすず書房、1962年 	
  - 『古代ギリシャの都市構成』相模書房、1980年